# Termistor
En termistor er en type af modstand hvor modstanden ændrer sig med temperaturen. Denne egenskab gør termistoren velegnet til at måle temperatur.
Termistorer klassificeres efter fortegnet på temperaturkoefficienten:
- PTC-modstand, (incl. posistor) - positiv temperaturkoefficient.
  - Jernbrinte modstand
  - PPTC-termistor (Selvnulstillende sikring)
  - Glødepære - med wolframtråd
- NTC-modstand - negativ temperaturkoefficient.

## PTC-modstand
Én definition fra DIN 44080 er at en PTC er en modstand af doteret polykrystallinsk titan-keramik. Det er altså keramik som er elektrisk ledende.
Den består af sammensintrede korn af bariumtitanat doteret med f.eks jern, strontium og/eller bly.

### Egenskaber
Selve PTC-elementet er altså keramik og som sådan hårdt og sprødt.
(mere hårdt end vinduesglas).
Keramikken er påført en terminering og ofte et beskyttende og isolerende ydre lag. PTC'en er kendetegnet ved at den elektriske modstand stiger voldsomt når temperaturen stiger. Temperaturstigningen er ikke lineær.

### Elektriske egenskaber
PTC'ens væsentligste elektriske egenskab er, at modstanden stiger med temperaturen. Dette gælder dog kun for en del af temperaturområdet. 
For den første del af kurven, minusgrader til lidt under referencetemperaturen, falder modstanden lidt med stigende temperatur. 
Referencetemperaturen er den temperatur hvor PTC'ens modstand er steget til det dobbelte af minimumstemperaturen. 
Ved temperaturer over referencetemperaturen stiger modstanden voldsomt ved stigende temperatur. Op til 6 dekader , altså 1 million gange. Ved yderligere opvarmning falder modstanden igen svagt. 

#### VDR effekt m.m.
Da PTC'en består af sammensintrede korn, og da det er grænserne mellem disse korn der er ansvarlig for PTC'ens elektriske egenskaber er der en del bivirkninger. 
PTC'en optræder således som en kondensator og som en spændingsafhængig modstand (VDR-modstand), men kun over referencetemperaturen. 
Disse to egenskaber har kun betydning ved højere frekvenser / høje spændinger.

### Anvendelse
PTC'en finder primært anvendelse på 3 områder:
1. Til temperaturmåling og regulering.
2. Til overstrømsbeskyttelse. Motorer, transformatorer m.m
3. Som varmelegeme. F.eks. auto-sidespejle

PTC'ens anvendelse som temperaturføler er begrænset af at temperaturområdet er begrænset. 
Hvis modstnden er steget til det dobbelte af minimumsværdien ved f.eks. 20°C er den måske 100000 gange større ved 100°C. Dette sammen med, at den ikke er lineær, begrænser anvendelsen. 
Til regulering er PTC'en noget mere anvendelig. Ved den fastlagte temperatur lukker PTC'en næsten helt af. Uden de bivirkninger der kan være ved at anvende relæ'er. Ved udkobling af en induktiv belastning med et relæ genereres en høj spænding ( transient) som støjer og ødelægger. Dette undgås ved at anvende en PTC som lukker relætivt langsomt så der ikke spænding.
Til overstrømsbeskyttelse er PTC'en velegnet på flg. måde. 
1. De kan laves så små at de kan indbygges f.eks. direkte ved kernen på transformatorer. Eller inde i en motors viklinger. Altså der hvor der bliver varmest.
2. Den lukker roligt ned i stedet for at "slå fra". Det mindsker trancienter.

Som varmelegeme har PTC'en flg. egenskaber:
Hvis den påtrykkes en konstant spænding vil den i begyndelsen trække en stor strøm. Herved varmer den sig selv op. Når referencetemperaturen nås bliver strømmen hurtigt mindre og PTC'en holder denne temperatur. Hvis der trækkes varme fra PTC'en stiger strømmen indtil PTC'en igen har reference temperatur. Den bliver således et selvregulerende varmelegeme.
Samtidig kan PTC'en fremstilles tynd (1,5 m.m.) så den kan indbygges hvor der er lidt plads.

### Fremstilling
PTC'er kan fremstilles ved flg. process:
1. Råmaterialer blandes. inkl. doteringsmaterialerne.
2. Blandingen kalcineres (opvarmes til materialerne reagerer med hinanden og danner bariumtitanat).
3. Blandingen males og tørres til fint pulver.
4. Dette blandes med en lim og støbes i forme.
5. PTC'erne sintres nu i formene.
6. PTC'erne renses, terminering påføres.
7. evt. kapsling. tekst påtrykkes osv.